# Fanshawe
Fanshawe – miasto w Stanach Zjednoczonych, w stanie Oklahoma, w hrabstwie Latimer.